# Ейтвеллінгерга
Ейтвеллінгерга (нід. Uitwellingerga) — село в нідерландській провінції Фрисландія. Входить до муніципалітету Південно-Західна Фрисландія.
Його площа становить 0,82км², а населення станом на 2021 рік складало 380 осіб.
Перша згадка про населений пункт датується 1328 роком.